# Ecléctica
| Оценки критиков | Оценки критиков |
| Источник        | Оценка          |
| --------------- | --------------- |
| InterMedia      | 7/10            |

Ecléctica — третий сольный альбом украинской певицы Насти Каменских, выступающей под псевдонимом NK. Альбом был выпущен 18 сентября 2020 года на лейбле Nice2CU.

## Об альбоме
В 2018 году певица представила свою первую испаноязычную песню «Peligroso», которая получила определённую популярность на латиноамериканском музыкальном рынке. Следующий сингл «Elefante» только увеличил интерес иностранцев к украинской певице. Песня попала в эфиры радиостанций по всему миру, а видеоклип набрал более ста миллионов просмотров на YouTube.
Все песни на альбоме написаны самой Настей и её мужем Алексеем Потапенко. Тексты песен на испанском языке с вкраплением фраз на украинском и английском языках. Настя назвала этот альбом «жгучим миксом двух культур — латинских ритмов и украинского колорита». Релиз пластинки изначально планировался на апрель 2020 года, однако из-за пандемии COVID-19 был перенесён.
3 сентября 2020 года певица презентовала новый сингл «A Huevo», а позднее и видеоклип на него.
25 сентября певица представила анимированное лирик-видео на песню «Película». Сюжет и образ для видео был вдохновлён мексиканским праздником Днём мёртвых.
На премии YUNA 2021 альбом получил номинацию в категории «Лучший альбом»

## Список композиций
Слова и музыка всех песен — Анастасия Каменских и Алексей Потапенко.
| №  | Название      | Длительность |
| -- | ------------- | ------------ |
| 1. | «Elefante»    | 2:42         |
| 2. | «A Huevo»     | 2:54         |
| 3. | «Yea Or Nay»  | 3:05         |
| 4. | «Película»    | 3:05         |
| 5. | «No Stress»   | 3:42         |
| 6. | «Pura Basura» | 2:19         |
| 7. | «Ojalá»       | 2:21         |